# Psychédélices
A Psychédélices (magyarul: Lélek-élvezetek) a francia énekesnő, Alizée harmadik nagylemeze. 2007. december 3-án jelent meg az RCA Records gondozásában. Ez volt Alizée első olyan albuma, amely nem Mylène Farmer és Laurent Boutonnat közreműködésével készült. 2008 májusában Franciaországban elérte az aranylemez státuszt, majd augusztusban szintén arany minősítést kapott Mexikóban is.

## Háttér
Alizée 4 év után tért vissza a zeneiparba a Psychédélices-szel, melynek előmunkálatai már 2006-ban elkezdődtek. 2007 nyarán két dal kiszivárgott az internetre.
A lemez teljes zenei rendezője Alizée férje, Jérémy Chatelain volt, s mellette olyan művészek dolgoztak még az albumon, mint Jean Fauque, Oxmo Puccino, Daniel Darc, Bertrand Burgalat és Michel-Yves Kochmann.
A Psychédélices 2007. november 26-án már digitálisan letölthető volt és 11 új dalt tartalmazott.

## Promóció

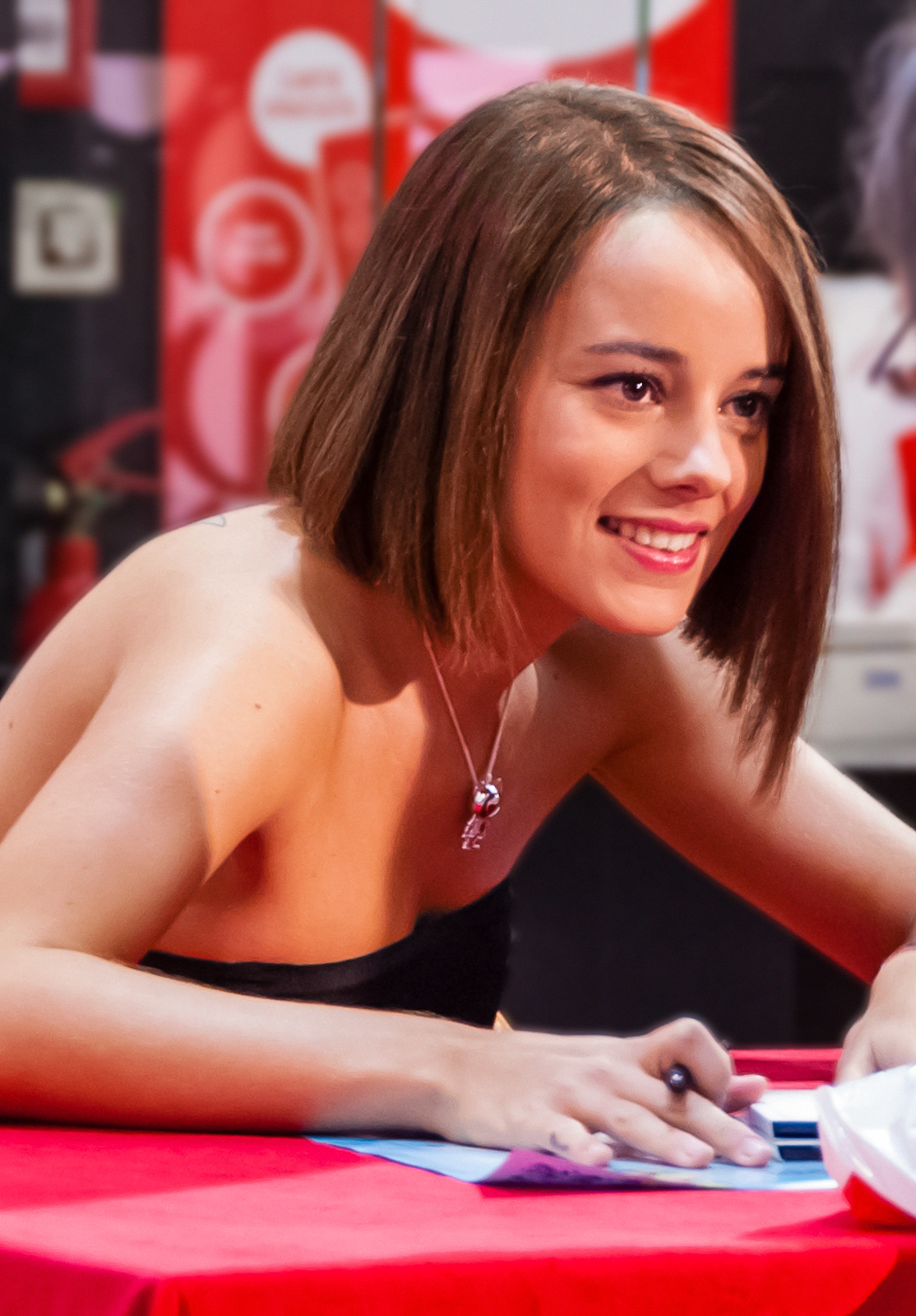
Alizée dedikálást tart a Psychédélices megjelenése napján.

Az album első kislemeze a Mademoiselle Juliette dal volt, mely 2007. szeptember 30-án jelent meg hivatalosan. Ez volt az egyik dal, amely 2007 nyarán kiszivárgott az internetre. A legális letöltések listájára a 13. helyen lépett be. Hogy promotálja a kislemezt, 2007. szeptember 27-én Alizée megjelent az francia NRJ rádióállomásnál, ahol rövid interjút adott. 2007 novemberében megjelent a dalhoz készült klip is.
A másik kiszivárgott dal, a Fifty-Sixty jelent meg második kislemezként az albumról, 2008 februárjában. Ehhez 3 klip készült, ami miatt létrehoztak egy Psychedeclips.com weboldalt, ahol megtekinthetők voltak a videók.
Az új albummal együtt megjelent Alizée új weboldala is, melynek címe moi-alizee.com-ról alizee-officiel.com-ra változott, s napjainkban is ezt a címet használja.
Alizée a hivatalos MySpace profilján is népszerűsítette a Psychédélices-t.

### Turné
A Psychédélices Tour 2008 elején vette kezdetét, mely leginkább Mexikóra fókuszált, ahol Alizée jelentős sikereket ért el. 2008-ban egy fellépése volt Oroszországban és öt Mexikóban. A turné francia állomásait - köztük a párizsi finálét, mely a Grand Rex-ben lett volna - törölték.

## A borító
Hasonlóan a Mes courants électriques albumhoz, a Psychédélices egyik fő témája is a felnőtté válás, a gyermekkor elhagyása. Az album borítóján két Alizée-t láthatunk: az egyik a felnőtt, érett nőt ábrázolja, míg a másik az ártatlan, gyermeki énjét.

## Kislemezek
- Mademoiselle Juliette: Az album első kislemeze volt, mely 2007. szeptember 30-án jelent meg. A hozzá készült klip novemberben jelent meg.
- Fifty-Sixty: Az album második és egyben utolsó nemzetközileg megjelent kislemeze, melyet 2008 februárjában adtak ki. A dalt Edie Sedgwick tragikus élete inspirálta. Eredetileg a Lilly Town című dalt akarták második kislemezként kiadni. A klipjét Yanick Saillet rendezte, és ezen kívül még 2 klip jelent meg a remixváltozatokhoz.

### Promóciós kislemezek
- Lilly Town: A Fifty-Sixty után ki akarták adni harmadik kislemezként, de Alizée kiadója úgy döntött, befejezi az album promotálását. Azonban elküldték a mexikói rádióállomásoknak 2008 márciusában, ahol a listák legtöbbször játszott dalai közé került.
- La Isla Bonita: A dal a Psychédélices Tour CD+DVD kiadás népszerűsítése okán jelent meg 2008 augusztusában. Mexikó Top 10-es kislemez-listáján is szerepelt.

## Fogadtatás
A Psychédélices általános jó fogadtatásban részesült. 3 és fél év zenei inaktivitás után Alizée elhagyta mentorait és elindította önálló karrierjét, miközben édesanyává is vált.

## Az albumon szereplő dalok listája
1. Mademoiselle Juliette (3:02)
2. Fifty-Sixty (3:45)
3. Mon taxi driver (3:11)
4. Jamais plus (3:28)
5. Psychédélices (4:37)
6. Décollage (3:52)
7. Par les paupières (4:29)
8. Lilly Town (3:57)
9. Lonely List (3:55)
10. Idéaliser (4:00)
11. L'Effet (3:44)

## Kiadások

### Psychédélices CD+DVD
2008. június 28-án megjelent a Psychédélices CD+DVD melynek CD-jén bónuszdalokat, DVD-jén pedig videókat találhatunk. Az album borítója is változott. A lemez már a megjelenését követő egy héten belül elérte az aranylemez státuszt.
Psychédélices CD
- La Isla Bonita (3:43)
- Fifty-Sixty (Rolf Honey Remix) (3:28)
- Mademoiselle Juliette (Datsu Remix) (3:28)
- Fifty-Sixty (Edana Remix) (3:26)

Psychédélices DVD
- Mademoiselle Juliette (Music Video)
- Fifty-Sixty  — La Trilogie
  - Eredeti klip 
  - Davide Rubato Remix
  - Rolf Honey Remix
- Alizée en México (Alizée első 4 napja Mexikóban, mikor 2008 márciusában az albumát népszerűsítette)

## Közreműködők
- Alizée: ének, vokálok, háttérvokálok
- Jérémy Chatelain: zongora, billentyűk
- Sylvain Carpentier: gitár, billentyűk, keverés
- Darius Schneider: gitár
- Pascal Rode: gitár
- David Maruin: dobok
- Oxmo Puccino: ének (csak a Décollage dalban)

## Listák
Franciaországban nem könyvelték el teljes sikernek az albumot, bár a letöltési listákon a második helyet kaparintotta meg magának, és a fizikai eladások listáján a 16. helyen állt.

### Heti listák
| Lista(2007-08)                | Legjobb helyezés |
| ----------------------------- | ---------------- |
| Belga albumlista (Wallonia)   | 50               |
| Francia albumlista            | 16               |
| Francia digitális albumlista  | 2                |
| Mexikói albumlista            | 15               |
| Mexikói nemzetközi albumlista | 1                |
| Lengyel albumlista            | 13               |
| Orosz albumlista              | 14               |
| Svájci albumlista             | 99               |

## Minősítések
2008 márciusában a SNEP aranylemezzé nyilvánította Franciaországban, majd augusztusban Mexikóban is elérte az aranylemez státuszt.
2008-ban az 52. legkelendőbb album volt Mexikóban.
- Franciaország: aranylemez
- Oroszország: aranylemez
- Mexikó: aranylemez